# Річард Ліндон
Річард Ліндон (30 червня 1816 - 10 червня 1887) був кравцем, який відіграв важливу роль у розробці сучасного регбі-м'яча, розвиваючи модель пошиття м'яча, гумового осердя та повітряного насоса. 

## Життя та кар’єра
Ліндон народився в Кліфтоні-на-Дансморі недалеко від торгового містечка Регбі,  Англія, де побудував будинок і магазин на вулиці Лорінс Шериф 6 / 6а, Регбі, прямо навпроти вхідних дверей школи регбі . Будучи шевцем, Ліндон постачав взуття для жителів Регбі, включаючи вчителів та учнів школи регбі. 
М'ячі в ті часи були не кулястої форми, а більш сливоподібні. Це було через те, що свинячий сечовий міхур, який використовувався у спорті, як герметична оболонка всередині м'яч, надувався ротом через відрізане стебло глиняної труби, потім укладене в панелі з зшитої шкіри.Таким чином, кожен сечовий міхур утворював індивідуальну форму для кожного м'яча. 
До 1849 року Ліндон, якому вже виповнилося 33 роки, регулярно отримував куски шкіри від хлопців зі школи регбі, щоб виготовляти для них футбольні м'ячі. Ліндон та його дружина виготовляли більше м'ячів, ніж взуття. 
Місіс Ребекка Ліндон (1830 р.), Окрім того, що була власницею власного агентства зайнятості для службовців, була офіційною «зеленою» в надуванні свинячих міхурів . Надування свинячих міхурів не обійшлося без казусів. Якщо свиня хворіла чимось,то це все потрапляло в легені місіс Ліндон. Врешті-решт пані Ліндон вдихнула занадто велику кількість заражених сечових міхурів, щоб захворіти і померти. 
Близько 1862 року Ліндон шукав більш безпечну заміну свинячого міхура і придумав індійський гумовий міхур, тобто каучук, як альтернативу. Індійський каучук був занадто жорстким, щоб бути надути ротом і тоді побачивши звичайний медичний шприц, він створив більшу латунну версію, щоб надувати футбольні м'ячі. За це Річард Ліндон отримав медалі на виставці у Лондоні. 
Це дозволило виготовити перший круглий м'яч, хоча він все ще мав кнопку на кожному кінці м'яча, щоб утримувати шви разом у місцях стику шкіряних клаптиків. «М'ячі без кнопок» стали головним збутом для постачальників та виробників до 1880-х років. 
Хлопці зі школи регбі все ще хотіли, щоб овальний м'яч виготовлявся,для того щоб розрізнити гру руками у регбі від гри ногами у футболі, саме тому Ліндон створив конструкцію сечового міхура, яка дозволила виготовити більш яйцеподібний м'яч без кнопок. Це був перший спеціально розроблений м'яч для регбі із  чотирьох кусків шкіри та початок стандартизації розмірів. 
До 1861 року Річард Ліндон був визнаний головним майстром по виготовленню м'ячів у Регбі-школі, Оксфорді, Кембриджі та Дублінському університетах. Модель м'яча Ліндона була визнана справжною моделлю м'яча для регбі.М'ячі за цією моделлю успішно виготовляв Річард Ліндон, а згодом і його син Х'юз Джон Ліндон протягом 50 років. 
Ліндон не запатентував свій м'яч, міхур чи насос. 

## Смерть
Річард Ліндон помер 10 червня 1887 року у власному будинку. 

## Річард Ліндон і Корпорація
Річард Ліндон і Корпорація (Регбі, Англія) мають зареєстрований дизайн оригінального ButtonBall. М'яч для регбі виготовлено відповідно до тих самих стандартів фактури, що й оригінал 1850-х років. 
Близько 1854 року в школі Регбі м'яч був вибитий настільки високо в повітря, що пропав із поля зору, опустившись в непридатний димохід він залишався за дерев’яними панелями більше півтора століття. Гібридний 7-полосний м'яч, зроблений до розколу між Футбольним союзом Регбі та Футбольною асоціацією, це найстаріший у світі відомий "шаблонний" м'яч, який замість свинячого міхуара використав каучукову камеру, здійснив революцію в виробництві м'ячів і дозволив поширити гру по всьому  світу. Це єдиний відомий оригінал, який зберігся до наших днів і зберіг в собі один із каучукових міхурів Річарда Ліндона і нагадує форму самого раннього сливоподібного регбі-м'яча. 